# 1646 Rosseland
1646 Rosseland è un asteroide della fascia principale. Scoperto nel 1939, presenta un'orbita caratterizzata da un semiasse maggiore pari a 2,3602453 UA e da un'eccentricità di 0,1196700, inclinata di 8,38472° rispetto all'eclittica.
L'asteroide è dedicato all'astrofisico norvegese Svein Rosseland (1894-1985), fondatore dell'Istituto di Astrofisica Teorica di Oslo.